# UEFA Nations League 2022/23 Divisie A
De UEFA Nations League 2022/23 Divisie A is de hoogste divisie van UEFA Nations League. Het toernooi, dat de vriendschappelijk duels vervangt, begon in juni 2022 en eindigde in juni 2023 met de finale van UEFA Nations League, de winnaars van de 4 groepen van deze divisie speelden om die finaleplek. Aan dit toernooi deden de 16 landen mee die op basis van de eindstand van het seizoen 2020/21 waren ingedeeld. Bosnië en Herzegovina, IJsland, Oekraïne en Zweden degradeerden in het voorgaande seizoen naar divisie B. Deze vier landen werden vervangen door Hongarije, Oostenrijk, Tsjechië en Wales. Frankrijk was de titelhouder.

## Beslissingscriteria
Als twee of meer landen in de groep gelijk eindigden, met evenveel punten, dan gelden de volgende criteria om te bepalen welk land boven de ander eindigt:
1. Hoogste aantal punten verkregen bij de onderlinge wedstrijden tussen de teams;
2. Doelsaldo verkregen bij de onderlinge wedstrijden tussen de gelijk eindigende teams (als er meer dan twee teams gelijk staan);
3. Hoogste aantal gescoorde doelpunten verkregen bij de onderlinge wedstrijden tussen de teams (als er meer dan twee teams gelijk staan);
4. Hoogste aantal gescoorde uitdoelpunten verkregen bij de onderlinge wedstrijden tussen de teams
5. Als er na criteria 1 tot en met 4 nog steeds landen gelijk staan dan gelden de volgende criteria:
6. Doelsaldo in alle groepswedstrijden;
7. Aantal doelpunten gescoord in alle groepswedstrijden;
8. Aantal uitdoelpunten gescoord in alle groepswedstrijden;
9. Aantal overwinningen in alle groepswedstrijden;
10. Aantal uitoverwinningen in alle groepswedstrijden;
11. Fair-Playklassement van het toernooi (1 punt voor een enkele gele kaart, 3 punten voor een rode kaart ten gevolge van 2 gele kaarten, 3 punten voor een directe rode kaart, 4 punten voor een gele kaart gevolgd door een directe rode kaart);
12. Positie op de UEFA-coëfficiëntenranglijst;

## Deelnemende landen
De loting vond op 16 december 2021 om 18.00 (UTC+1) plaats in Nyon, Zwitserland.
| Team         | Gestegen | Plaats |
| ------------ | -------- | ------ |
| Frankrijk TH |          | 1      |
| Spanje       |          | 2      |
| Italië       |          | 3      |
| België       |          | 4      |

| Team       | Gestegen | Plaats |
| ---------- | -------- | ------ |
| Portugal   |          | 5      |
| Nederland  |          | 6      |
| Denemarken |          | 7      |
| Duitsland  |          | 8      |

| Team        | Gestegen | Plaats |
| ----------- | -------- | ------ |
| Engeland    |          | 9      |
| Polen       |          | 10     |
| Zwitserland |          | 11     |
| Kroatië     |          | 12     |

| Team       | Gestegen | Plaats |
| ---------- | -------- | ------ |
| Wales      | Gestegen | 13     |
| Oostenrijk | Gestegen | 14     |
| Tsjechië   | Gestegen | 15     |
| Hongarije  | Gestegen | 16     |

| Legenda  |                                               |
| TH       | Titelhouder                                   |
| Gestegen | Gepromoveerd naar een hogere divisie.         |
|          | Geplaatst voor volgende ronde (halve finale). |
|          | Gedegradeerd naar een lagere divisie.         |
| PO       | Gekwalificeerd voor play-off voor EK 2024.    |

## Groepen en wedstrijden

### Groep 1
| Pos | Team       | Wed | W | G | V | Ptn | DV | DT | +/− | Kwalificatie of degradatie |       |       |       |       |       |
| --- | ---------- | --- | - | - | - | --- | -- | -- | --- | -------------------------- | ----- | ----- | ----- | ----- | ----- |
| 1   | Kroatië    | 6   | 4 | 1 | 1 | 13  | 8  | 6  | +2  | Halve finale               |       |       | 2 – 1 | 1 − 1 | 0 – 3 |
| 2   | Denemarken | 6   | 4 | 0 | 2 | 12  | 9  | 5  | +4  |                            |       | 0 – 1 |       | 2 – 0 | 2 – 0 |
| 3   | Frankrijk  | 6   | 1 | 2 | 3 | 5   | 5  | 7  | −2  |                            | 0 – 1 | 1 – 2 |       | 2 – 0 |       |
| 4   | Oostenrijk | 6   | 1 | 1 | 4 | 4   | 6  | 10 | −4  | Degradatie naar divisie B  |       | 1 – 3 | 1 – 2 | 1 – 1 |       |

Wedstrijden
|                                              |         |         |                                             |                                                                                  |
| 3 juni 2022 «onderlinge duels» 20.45 (UTC+2) | Kroatië | 0 – 3   | Oostenrijk                                  | Stadion: Gradski vrt, Osijek Toeschouwers: 13.994 Scheidsrechter: Chris Kavanagh |
| 3 juni 2022 «onderlinge duels» 20.45 (UTC+2) |         | Verslag | 41' Arnautović 54' Gregoritsch 57' Sabitzer | Stadion: Gradski vrt, Osijek Toeschouwers: 13.994 Scheidsrechter: Chris Kavanagh |
| 3 juni 2022 «onderlinge duels» 20.45 (UTC+2) |         |         |                                             | Stadion: Gradski vrt, Osijek Toeschouwers: 13.994 Scheidsrechter: Chris Kavanagh |
| 3 juni 2022 «onderlinge duels» 20.45 (UTC+2) |         |         |                                             | Stadion: Gradski vrt, Osijek Toeschouwers: 13.994 Scheidsrechter: Chris Kavanagh |
|                                              |         |         |                                             |                                                                                  |

|                                              |             |         |                    |                                                                                         |
| 3 juni 2022 «onderlinge duels» 20.45 (UTC+2) | Frankrijk   | 1 – 2   | Denemarken         | Stadion: Stade de France, Saint-Denis Toeschouwers: 75.833 Scheidsrechter: Felix Zwayer |
| 3 juni 2022 «onderlinge duels» 20.45 (UTC+2) | Benzema 51' | Verslag | 68', 88' Cornelius | Stadion: Stade de France, Saint-Denis Toeschouwers: 75.833 Scheidsrechter: Felix Zwayer |
| 3 juni 2022 «onderlinge duels» 20.45 (UTC+2) |             |         |                    | Stadion: Stade de France, Saint-Denis Toeschouwers: 75.833 Scheidsrechter: Felix Zwayer |
| 3 juni 2022 «onderlinge duels» 20.45 (UTC+2) |             |         |                    | Stadion: Stade de France, Saint-Denis Toeschouwers: 75.833 Scheidsrechter: Felix Zwayer |
|                                              |             |         |                    |                                                                                         |

|                                              |                     |         |            |                                                                                |
| 6 juni 2022 «onderlinge duels» 20.45 (UTC+2) | Kroatië             | 1 − 1   | Frankrijk  | Stadion: Poljudstadion, Split Toeschouwers: 30.000 Scheidsrechter: Marco Guida |
| 6 juni 2022 «onderlinge duels» 20.45 (UTC+2) | Kramarić 83' (pen.) | Verslag | 52' Rabiot | Stadion: Poljudstadion, Split Toeschouwers: 30.000 Scheidsrechter: Marco Guida |
| 6 juni 2022 «onderlinge duels» 20.45 (UTC+2) |                     |         |            | Stadion: Poljudstadion, Split Toeschouwers: 30.000 Scheidsrechter: Marco Guida |
| 6 juni 2022 «onderlinge duels» 20.45 (UTC+2) |                     |         |            | Stadion: Poljudstadion, Split Toeschouwers: 30.000 Scheidsrechter: Marco Guida |
|                                              |                     |         |            |                                                                                |

|                                              |              |         |                                 |                                                                                         |
| 6 juni 2022 «onderlinge duels» 22.15 (UTC+2) | Oostenrijk   | 1 − 2   | Denemarken                      | Stadion: Ernst Happelstadion, Wenen Toeschouwers: 18.700 Scheidsrechter: William Collum |
| 6 juni 2022 «onderlinge duels» 22.15 (UTC+2) | Schlager 67' | Verslag | 28' Højbjerg 84' Stryger Larsen | Stadion: Ernst Happelstadion, Wenen Toeschouwers: 18.700 Scheidsrechter: William Collum |
| 6 juni 2022 «onderlinge duels» 22.15 (UTC+2) |              |         |                                 | Stadion: Ernst Happelstadion, Wenen Toeschouwers: 18.700 Scheidsrechter: William Collum |
| 6 juni 2022 «onderlinge duels» 22.15 (UTC+2) |              |         |                                 | Stadion: Ernst Happelstadion, Wenen Toeschouwers: 18.700 Scheidsrechter: William Collum |
|                                              |              |         |                                 |                                                                                         |

|                                               |             |         |            |                                                                                                  |
| 10 juni 2022 «onderlinge duels» 20.45 (UTC+2) | Oostenrijk  | 1 – 1   | Frankrijk  | Stadion: Ernst Happelstadion, Wenen Toeschouwers: 44.800 Scheidsrechter: Anastasios Sidiropoulos |
| 10 juni 2022 «onderlinge duels» 20.45 (UTC+2) | Weimann 37' | Verslag | 83' Mbappé | Stadion: Ernst Happelstadion, Wenen Toeschouwers: 44.800 Scheidsrechter: Anastasios Sidiropoulos |
| 10 juni 2022 «onderlinge duels» 20.45 (UTC+2) |             |         |            | Stadion: Ernst Happelstadion, Wenen Toeschouwers: 44.800 Scheidsrechter: Anastasios Sidiropoulos |
| 10 juni 2022 «onderlinge duels» 20.45 (UTC+2) |             |         |            | Stadion: Ernst Happelstadion, Wenen Toeschouwers: 44.800 Scheidsrechter: Anastasios Sidiropoulos |
|                                               |             |         |            |                                                                                                  |

|                                               |            |         |             |                                                                                     |
| 10 juni 2022 «onderlinge duels» 20.45 (UTC+2) | Denemarken | 0 – 1   | Kroatië     | Stadion: Parken, Kopenhagen Toeschouwers: 35.862 Scheidsrechter: Bartosz Frankowski |
| 10 juni 2022 «onderlinge duels» 20.45 (UTC+2) |            | Verslag | 39' Pašalić | Stadion: Parken, Kopenhagen Toeschouwers: 35.862 Scheidsrechter: Bartosz Frankowski |
| 10 juni 2022 «onderlinge duels» 20.45 (UTC+2) |            |         |             | Stadion: Parken, Kopenhagen Toeschouwers: 35.862 Scheidsrechter: Bartosz Frankowski |
| 10 juni 2022 «onderlinge duels» 20.45 (UTC+2) |            |         |             | Stadion: Parken, Kopenhagen Toeschouwers: 35.862 Scheidsrechter: Bartosz Frankowski |
|                                               |            |         |             |                                                                                     |

|                                               |                         |         |            |                                                                                      |
| 13 juni 2022 «onderlinge duels» 20.45 (UTC+2) | Denemarken              | 2 – 0   | Oostenrijk | Stadion: Parken, Kopenhagen Toeschouwers: 35.230 Scheidsrechter: Alejandro Hernández |
| 13 juni 2022 «onderlinge duels» 20.45 (UTC+2) | Wind 21' Skov Olsen 37' | Verslag |            | Stadion: Parken, Kopenhagen Toeschouwers: 35.230 Scheidsrechter: Alejandro Hernández |
| 13 juni 2022 «onderlinge duels» 20.45 (UTC+2) |                         |         |            | Stadion: Parken, Kopenhagen Toeschouwers: 35.230 Scheidsrechter: Alejandro Hernández |
| 13 juni 2022 «onderlinge duels» 20.45 (UTC+2) |                         |         |            | Stadion: Parken, Kopenhagen Toeschouwers: 35.230 Scheidsrechter: Alejandro Hernández |
|                                               |                         |         |            |                                                                                      |

|                                               |           |         |                  |                                                                                           |
| 13 juni 2022 «onderlinge duels» 20.45 (UTC+2) | Frankrijk | 0 – 1   | Kroatië          | Stadion: Stade de France, Saint-Denis Toeschouwers: 77.410 Scheidsrechter: Orel Grinfeeld |
| 13 juni 2022 «onderlinge duels» 20.45 (UTC+2) |           | Verslag | 5' (pen.) Modrić | Stadion: Stade de France, Saint-Denis Toeschouwers: 77.410 Scheidsrechter: Orel Grinfeeld |
| 13 juni 2022 «onderlinge duels» 20.45 (UTC+2) |           |         |                  | Stadion: Stade de France, Saint-Denis Toeschouwers: 77.410 Scheidsrechter: Orel Grinfeeld |
| 13 juni 2022 «onderlinge duels» 20.45 (UTC+2) |           |         |                  | Stadion: Stade de France, Saint-Denis Toeschouwers: 77.410 Scheidsrechter: Orel Grinfeeld |
|                                               |           |         |                  |                                                                                           |

|                                                    |                    |         |             |                                                                                    |
| 22 september 2022 «onderlinge duels» 20.45 (UTC+2) | Kroatië            | 2 – 1   | Denemarken  | Stadion: Maksimirstadion, Zagreb Toeschouwers: 22.715 Scheidsrechter: Davide Massa |
| 22 september 2022 «onderlinge duels» 20.45 (UTC+2) | Sosa 49' Majer 79' | Verslag | 77' Eriksen | Stadion: Maksimirstadion, Zagreb Toeschouwers: 22.715 Scheidsrechter: Davide Massa |
| 22 september 2022 «onderlinge duels» 20.45 (UTC+2) |                    |         |             | Stadion: Maksimirstadion, Zagreb Toeschouwers: 22.715 Scheidsrechter: Davide Massa |
| 22 september 2022 «onderlinge duels» 20.45 (UTC+2) |                    |         |             | Stadion: Maksimirstadion, Zagreb Toeschouwers: 22.715 Scheidsrechter: Davide Massa |
|                                                    |                    |         |             |                                                                                    |

|                                                    |                       |         |            |                                                                                           |
| 22 september 2022 «onderlinge duels» 20.45 (UTC+2) | Frankrijk             | 2 – 0   | Oostenrijk | Stadion: Stade de France, Saint-Denis Toeschouwers: 70.188 Scheidsrechter: Andreas Ekberg |
| 22 september 2022 «onderlinge duels» 20.45 (UTC+2) | Mbappé 56' Giroud 65' | Verslag |            | Stadion: Stade de France, Saint-Denis Toeschouwers: 70.188 Scheidsrechter: Andreas Ekberg |
| 22 september 2022 «onderlinge duels» 20.45 (UTC+2) |                       |         |            | Stadion: Stade de France, Saint-Denis Toeschouwers: 70.188 Scheidsrechter: Andreas Ekberg |
| 22 september 2022 «onderlinge duels» 20.45 (UTC+2) |                       |         |            | Stadion: Stade de France, Saint-Denis Toeschouwers: 70.188 Scheidsrechter: Andreas Ekberg |
|                                                    |                       |         |            |                                                                                           |

|                                                    |                |         |                                 |                                                                                            |
| 25 september 2022 «onderlinge duels» 20.45 (UTC+2) | Oostenrijk     | 1 – 3   | Kroatië                         | Stadion: Ernst Happelstadion, Wenen Toeschouwers: 45.700 Scheidsrechter: Artur Soares Dias |
| 25 september 2022 «onderlinge duels» 20.45 (UTC+2) | Baumgartner 9' | Verslag | 6' Modrić 69' Livaja 72' Lovren | Stadion: Ernst Happelstadion, Wenen Toeschouwers: 45.700 Scheidsrechter: Artur Soares Dias |
| 25 september 2022 «onderlinge duels» 20.45 (UTC+2) |                |         |                                 | Stadion: Ernst Happelstadion, Wenen Toeschouwers: 45.700 Scheidsrechter: Artur Soares Dias |
| 25 september 2022 «onderlinge duels» 20.45 (UTC+2) |                |         |                                 | Stadion: Ernst Happelstadion, Wenen Toeschouwers: 45.700 Scheidsrechter: Artur Soares Dias |
|                                                    |                |         |                                 |                                                                                            |

|                                                    |                            |         |           |                                                                                |
| 25 september 2022 «onderlinge duels» 20.45 (UTC+2) | Denemarken                 | 2 – 0   | Frankrijk | Stadion: Parken, Kopenhagen Toeschouwers: 36.064 Scheidsrechter: István Kovács |
| 25 september 2022 «onderlinge duels» 20.45 (UTC+2) | Dolberg 34' Skov Olsen 39' | Verslag |           | Stadion: Parken, Kopenhagen Toeschouwers: 36.064 Scheidsrechter: István Kovács |
| 25 september 2022 «onderlinge duels» 20.45 (UTC+2) |                            |         |           | Stadion: Parken, Kopenhagen Toeschouwers: 36.064 Scheidsrechter: István Kovács |
| 25 september 2022 «onderlinge duels» 20.45 (UTC+2) |                            |         |           | Stadion: Parken, Kopenhagen Toeschouwers: 36.064 Scheidsrechter: István Kovács |
|                                                    |                            |         |           |                                                                                |

### Groep 2
| Pos | Team        | Wed | W | G | V | Ptn | DV | DT | +/− | Kwalificatie of degradatie |       |       |       |       |       |
| --- | ----------- | --- | - | - | - | --- | -- | -- | --- | -------------------------- | ----- | ----- | ----- | ----- | ----- |
| 1   | Spanje      | 6   | 3 | 2 | 1 | 11  | 8  | 5  | +3  | Halve finale               |       |       | 1 – 1 | 1 – 2 | 2 – 0 |
| 2   | Portugal    | 6   | 3 | 1 | 2 | 10  | 11 | 3  | +8  |                            |       | 0 – 1 |       | 4 – 0 | 2 – 0 |
| 3   | Zwitserland | 6   | 3 | 0 | 3 | 9   | 6  | 9  | −3  |                            | 0 – 1 | 1 – 0 |       | 2 – 1 |       |
| 4   | Tsjechië    | 6   | 1 | 1 | 4 | 4   | 5  | 13 | −8  | Degradatie naar divisie B  |       | 2 – 2 | 0 – 4 | 2 – 1 |       |

Wedstrijden
|                                              |                           |         |             |                                                                                    |
| 2 juni 2022 «onderlinge duels» 20.45 (UTC+2) | Tsjechië                  | 2 – 1   | Zwitserland | Stadion: Sinobo Stadium, Praag Toeschouwers: 12.236 Scheidsrechter: Daniel Siebert |
| 2 juni 2022 «onderlinge duels» 20.45 (UTC+2) | Kuchta 11' Sow 58' (e.d.) | Verslag | 44' Okafor  | Stadion: Sinobo Stadium, Praag Toeschouwers: 12.236 Scheidsrechter: Daniel Siebert |
| 2 juni 2022 «onderlinge duels» 20.45 (UTC+2) |                           |         |             | Stadion: Sinobo Stadium, Praag Toeschouwers: 12.236 Scheidsrechter: Daniel Siebert |
| 2 juni 2022 «onderlinge duels» 20.45 (UTC+2) |                           |         |             | Stadion: Sinobo Stadium, Praag Toeschouwers: 12.236 Scheidsrechter: Daniel Siebert |
|                                              |                           |         |             |                                                                                    |

|                                              |            |         |           |                                                                                                 |
| 2 juni 2022 «onderlinge duels» 20.45 (UTC+2) | Spanje     | 1 – 1   | Portugal  | Stadion: Estadio Benito Villamarín, Sevilla Toeschouwers: 41.236 Scheidsrechter: Michael Oliver |
| 2 juni 2022 «onderlinge duels» 20.45 (UTC+2) | Morata 25' | Verslag | 82' Horta | Stadion: Estadio Benito Villamarín, Sevilla Toeschouwers: 41.236 Scheidsrechter: Michael Oliver |
| 2 juni 2022 «onderlinge duels» 20.45 (UTC+2) |            |         |           | Stadion: Estadio Benito Villamarín, Sevilla Toeschouwers: 41.236 Scheidsrechter: Michael Oliver |
| 2 juni 2022 «onderlinge duels» 20.45 (UTC+2) |            |         |           | Stadion: Estadio Benito Villamarín, Sevilla Toeschouwers: 41.236 Scheidsrechter: Michael Oliver |
|                                              |            |         |           |                                                                                                 |

|                                              |                     |         |                         |                                                                                       |
| 5 juni 2022 «onderlinge duels» 20.45 (UTC+2) | Tsjechië            | 2 – 2   | Spanje                  | Stadion: Sinobo Stadium, Praag Toeschouwers: 18.245 Scheidsrechter: François Letexier |
| 5 juni 2022 «onderlinge duels» 20.45 (UTC+2) | Pešek 4' Kuchta 66' | Verslag | 45+3' Gavi 90' Martínez | Stadion: Sinobo Stadium, Praag Toeschouwers: 18.245 Scheidsrechter: François Letexier |
| 5 juni 2022 «onderlinge duels» 20.45 (UTC+2) |                     |         |                         | Stadion: Sinobo Stadium, Praag Toeschouwers: 18.245 Scheidsrechter: François Letexier |
| 5 juni 2022 «onderlinge duels» 20.45 (UTC+2) |                     |         |                         | Stadion: Sinobo Stadium, Praag Toeschouwers: 18.245 Scheidsrechter: François Letexier |
|                                              |                     |         |                         |                                                                                       |

|                                              |                                           |         |             |                                                                                              |
| 5 juni 2022 «onderlinge duels» 19.45 (UTC+1) | Portugal                                  | 4 – 0   | Zwitserland | Stadion: Estádio José Alvalade, Lissabon Toeschouwers: 42.325 Scheidsrechter: Orel Grinfeeld |
| 5 juni 2022 «onderlinge duels» 19.45 (UTC+1) | Carvalho 15' Ronaldo 35', 39' Cancelo 68' | Verslag |             | Stadion: Estádio José Alvalade, Lissabon Toeschouwers: 42.325 Scheidsrechter: Orel Grinfeeld |
| 5 juni 2022 «onderlinge duels» 19.45 (UTC+1) |                                           |         |             | Stadion: Estádio José Alvalade, Lissabon Toeschouwers: 42.325 Scheidsrechter: Orel Grinfeeld |
| 5 juni 2022 «onderlinge duels» 19.45 (UTC+1) |                                           |         |             | Stadion: Estádio José Alvalade, Lissabon Toeschouwers: 42.325 Scheidsrechter: Orel Grinfeeld |
|                                              |                                           |         |             |                                                                                              |

|                                              |                        |         |          |                                                                                         |
| 9 juni 2022 «onderlinge duels» 19.45 (UTC+1) | Portugal               | 2 – 0   | Tsjechië | Stadion: Estádio José Alvalade, Lissabon Toeschouwers: 44.100 Scheidsrechter: Matej Jug |
| 9 juni 2022 «onderlinge duels» 19.45 (UTC+1) | Cancelo 33' Guedes 38' | Verslag |          | Stadion: Estádio José Alvalade, Lissabon Toeschouwers: 44.100 Scheidsrechter: Matej Jug |
| 9 juni 2022 «onderlinge duels» 19.45 (UTC+1) |                        |         |          | Stadion: Estádio José Alvalade, Lissabon Toeschouwers: 44.100 Scheidsrechter: Matej Jug |
| 9 juni 2022 «onderlinge duels» 19.45 (UTC+1) |                        |         |          | Stadion: Estádio José Alvalade, Lissabon Toeschouwers: 44.100 Scheidsrechter: Matej Jug |
|                                              |                        |         |          |                                                                                         |

|                                              |             |         |             |                                                                                        |
| 9 juni 2022 «onderlinge duels» 20.45 (UTC+2) | Zwitserland | 0 – 1   | Spanje      | Stadion: Stade de Genève, Genève Toeschouwers: 25.875 Scheidsrechter: Serdar Gözübüyük |
| 9 juni 2022 «onderlinge duels» 20.45 (UTC+2) |             | Verslag | 13' Sarabia | Stadion: Stade de Genève, Genève Toeschouwers: 25.875 Scheidsrechter: Serdar Gözübüyük |
| 9 juni 2022 «onderlinge duels» 20.45 (UTC+2) |             |         |             | Stadion: Stade de Genève, Genève Toeschouwers: 25.875 Scheidsrechter: Serdar Gözübüyük |
| 9 juni 2022 «onderlinge duels» 20.45 (UTC+2) |             |         |             | Stadion: Stade de Genève, Genève Toeschouwers: 25.875 Scheidsrechter: Serdar Gözübüyük |
|                                              |             |         |             |                                                                                        |

|                                               |                       |         |          |                                                                                        |
| 12 juni 2022 «onderlinge duels» 20.45 (UTC+2) | Spanje                | 2 – 0   | Tsjechië | Stadion: Estadio La Rosaleda, Málaga Toeschouwers: 30.389 Scheidsrechter: Cüneyt Çakır |
| 12 juni 2022 «onderlinge duels» 20.45 (UTC+2) | Soler 24' Sarabia 75' | Verslag |          | Stadion: Estadio La Rosaleda, Málaga Toeschouwers: 30.389 Scheidsrechter: Cüneyt Çakır |
| 12 juni 2022 «onderlinge duels» 20.45 (UTC+2) |                       |         |          | Stadion: Estadio La Rosaleda, Málaga Toeschouwers: 30.389 Scheidsrechter: Cüneyt Çakır |
| 12 juni 2022 «onderlinge duels» 20.45 (UTC+2) |                       |         |          | Stadion: Estadio La Rosaleda, Málaga Toeschouwers: 30.389 Scheidsrechter: Cüneyt Çakır |
|                                               |                       |         |          |                                                                                        |

|                                               |              |         |          |                                                                                  |
| 12 juni 2022 «onderlinge duels» 20.45 (UTC+2) | Zwitserland  | 1 – 0   | Portugal | Stadion: Stade de Genève, Genève Toeschouwers: 26.300 Scheidsrechter: Fran Jović |
| 12 juni 2022 «onderlinge duels» 20.45 (UTC+2) | Seferović 1' | Verslag |          | Stadion: Stade de Genève, Genève Toeschouwers: 26.300 Scheidsrechter: Fran Jović |
| 12 juni 2022 «onderlinge duels» 20.45 (UTC+2) |              |         |          | Stadion: Stade de Genève, Genève Toeschouwers: 26.300 Scheidsrechter: Fran Jović |
| 12 juni 2022 «onderlinge duels» 20.45 (UTC+2) |              |         |          | Stadion: Stade de Genève, Genève Toeschouwers: 26.300 Scheidsrechter: Fran Jović |
|                                               |              |         |          |                                                                                  |

|                                                    |          |         |                                         |                                                                                    |
| 24 september 2022 «onderlinge duels» 20.45 (UTC+2) | Tsjechië | 0 – 4   | Portugal                                | Stadion: Fortuna arena, Praag Toeschouwers: 19.322 Scheidsrechter: Srđan Jovanović |
| 24 september 2022 «onderlinge duels» 20.45 (UTC+2) |          | Verslag | 33', 52' Dalot 45+2' Fernandes 82' Jota | Stadion: Fortuna arena, Praag Toeschouwers: 19.322 Scheidsrechter: Srđan Jovanović |
| 24 september 2022 «onderlinge duels» 20.45 (UTC+2) |          |         |                                         | Stadion: Fortuna arena, Praag Toeschouwers: 19.322 Scheidsrechter: Srđan Jovanović |
| 24 september 2022 «onderlinge duels» 20.45 (UTC+2) |          |         |                                         | Stadion: Fortuna arena, Praag Toeschouwers: 19.322 Scheidsrechter: Srđan Jovanović |
|                                                    |          |         |                                         |                                                                                    |

|                                                    |          |         |                       |                                                                                    |
| 24 september 2022 «onderlinge duels» 20.45 (UTC+2) | Spanje   | 1 – 2   | Zwitserland           | Stadion: La Romareda, Zaragoza Toeschouwers: 31.809 Scheidsrechter: Clément Turpin |
| 24 september 2022 «onderlinge duels» 20.45 (UTC+2) | Alba 55' | Verslag | 21' Akanji 59' Embolo | Stadion: La Romareda, Zaragoza Toeschouwers: 31.809 Scheidsrechter: Clément Turpin |
| 24 september 2022 «onderlinge duels» 20.45 (UTC+2) |          |         |                       | Stadion: La Romareda, Zaragoza Toeschouwers: 31.809 Scheidsrechter: Clément Turpin |
| 24 september 2022 «onderlinge duels» 20.45 (UTC+2) |          |         |                       | Stadion: La Romareda, Zaragoza Toeschouwers: 31.809 Scheidsrechter: Clément Turpin |
|                                                    |          |         |                       |                                                                                    |

|                                                    |          |         |            |                                                                                       |
| 27 september 2022 «onderlinge duels» 19.45 (UTC+1) | Portugal | 0 – 1   | Spanje     | Stadion: Estádio Municipal, Braga Toeschouwers: 28.196 Scheidsrechter: Daniele Orsato |
| 27 september 2022 «onderlinge duels» 19.45 (UTC+1) |          | Verslag | 88' Morata | Stadion: Estádio Municipal, Braga Toeschouwers: 28.196 Scheidsrechter: Daniele Orsato |
| 27 september 2022 «onderlinge duels» 19.45 (UTC+1) |          |         |            | Stadion: Estádio Municipal, Braga Toeschouwers: 28.196 Scheidsrechter: Daniele Orsato |
| 27 september 2022 «onderlinge duels» 19.45 (UTC+1) |          |         |            | Stadion: Estádio Municipal, Braga Toeschouwers: 28.196 Scheidsrechter: Daniele Orsato |
|                                                    |          |         |            |                                                                                       |

|                                                    |                        |         |            |                                                                                    |
| 27 september 2022 «onderlinge duels» 20.45 (UTC+2) | Zwitserland            | 2 – 1   | Tsjechië   | Stadion: Kybunpark, Sankt Gallen Toeschouwers: 13.353 Scheidsrechter: Irfan Peljto |
| 27 september 2022 «onderlinge duels» 20.45 (UTC+2) | Freuler 29' Embolo 30' | Verslag | 45' Schick | Stadion: Kybunpark, Sankt Gallen Toeschouwers: 13.353 Scheidsrechter: Irfan Peljto |
| 27 september 2022 «onderlinge duels» 20.45 (UTC+2) |                        |         |            | Stadion: Kybunpark, Sankt Gallen Toeschouwers: 13.353 Scheidsrechter: Irfan Peljto |
| 27 september 2022 «onderlinge duels» 20.45 (UTC+2) |                        |         |            | Stadion: Kybunpark, Sankt Gallen Toeschouwers: 13.353 Scheidsrechter: Irfan Peljto |
|                                                    |                        |         |            |                                                                                    |

### Groep 3
| Pos | Team      | Wed | W | G | V | Ptn | DV | DT | +/− | Kwalificatie of degradatie |       |       |       |       |       |
| --- | --------- | --- | - | - | - | --- | -- | -- | --- | -------------------------- | ----- | ----- | ----- | ----- | ----- |
| 1   | Italië    | 6   | 3 | 2 | 1 | 11  | 8  | 7  | +1  | Halve finale               |       |       | 2 – 1 | 1 – 1 | 1 – 0 |
| 2   | Hongarije | 6   | 3 | 1 | 2 | 10  | 8  | 5  | +3  |                            |       | 0 – 2 |       | 1 – 1 | 1 – 0 |
| 3   | Duitsland | 6   | 1 | 4 | 1 | 7   | 11 | 9  | +2  |                            | 5 – 2 | 0 – 1 |       | 1 – 1 |       |
| 4   | Engeland  | 6   | 0 | 3 | 3 | 3   | 4  | 10 | −6  | Degradatie naar divisie B  |       | 0 – 0 | 0 – 4 | 3 – 3 |       |

Wedstrijden
|                                              |                       |         |          |                                                                                         |
| 4 juni 2022 «onderlinge duels» 18.00 (UTC+2) | Hongarije             | 1 – 0   | Engeland | Stadion: Puskás Aréna, Boedapest Toeschouwers: 26.935 Scheidsrechter: Artur Soares Dias |
| 4 juni 2022 «onderlinge duels» 18.00 (UTC+2) | Szoboszlai 66' (pen.) | Verslag |          | Stadion: Puskás Aréna, Boedapest Toeschouwers: 26.935 Scheidsrechter: Artur Soares Dias |
| 4 juni 2022 «onderlinge duels» 18.00 (UTC+2) |                       |         |          | Stadion: Puskás Aréna, Boedapest Toeschouwers: 26.935 Scheidsrechter: Artur Soares Dias |
| 4 juni 2022 «onderlinge duels» 18.00 (UTC+2) |                       |         |          | Stadion: Puskás Aréna, Boedapest Toeschouwers: 26.935 Scheidsrechter: Artur Soares Dias |
|                                              |                       |         |          |                                                                                         |

|                                              |                |         |             |                                                                                               |
| 4 juni 2022 «onderlinge duels» 20.45 (UTC+2) | Italië         | 1 – 1   | Duitsland   | Stadion: Stadio Renato Dall'Ara, Bologna Toeschouwers: 23.754 Scheidsrechter: Srđan Jovanović |
| 4 juni 2022 «onderlinge duels» 20.45 (UTC+2) | Pellegrini 70' | Verslag | 73' Kimmich | Stadion: Stadio Renato Dall'Ara, Bologna Toeschouwers: 23.754 Scheidsrechter: Srđan Jovanović |
| 4 juni 2022 «onderlinge duels» 20.45 (UTC+2) |                |         |             | Stadion: Stadio Renato Dall'Ara, Bologna Toeschouwers: 23.754 Scheidsrechter: Srđan Jovanović |
| 4 juni 2022 «onderlinge duels» 20.45 (UTC+2) |                |         |             | Stadion: Stadio Renato Dall'Ara, Bologna Toeschouwers: 23.754 Scheidsrechter: Srđan Jovanović |
|                                              |                |         |             |                                                                                               |

|                                              |             |         |                 |                                                                                              |
| 7 juni 2022 «onderlinge duels» 20.45 (UTC+2) | Duitsland   | 1 – 1   | Engeland        | Stadion: Allianz Arena, München Toeschouwers: 66.289 Scheidsrechter: Carlos del Cerro Grande |
| 7 juni 2022 «onderlinge duels» 20.45 (UTC+2) | Hofmann 50' | Verslag | 88' (pen.) Kane | Stadion: Allianz Arena, München Toeschouwers: 66.289 Scheidsrechter: Carlos del Cerro Grande |
| 7 juni 2022 «onderlinge duels» 20.45 (UTC+2) |             |         |                 | Stadion: Allianz Arena, München Toeschouwers: 66.289 Scheidsrechter: Carlos del Cerro Grande |
| 7 juni 2022 «onderlinge duels» 20.45 (UTC+2) |             |         |                 | Stadion: Allianz Arena, München Toeschouwers: 66.289 Scheidsrechter: Carlos del Cerro Grande |
|                                              |             |         |                 |                                                                                              |

|                                              |                            |         |                    |                                                                                          |
| 7 juni 2022 «onderlinge duels» 20.45 (UTC+2) | Italië                     | 2 – 1   | Hongarije          | Stadion: Stadio Dino Manuzzi, Cesena Toeschouwers: 14.942 Scheidsrechter: Sandro Schärer |
| 7 juni 2022 «onderlinge duels» 20.45 (UTC+2) | Barella 30' Pellegrini 45' | Verslag | 61' (e.d.) Mancini | Stadion: Stadio Dino Manuzzi, Cesena Toeschouwers: 14.942 Scheidsrechter: Sandro Schärer |
| 7 juni 2022 «onderlinge duels» 20.45 (UTC+2) |                            |         |                    | Stadion: Stadio Dino Manuzzi, Cesena Toeschouwers: 14.942 Scheidsrechter: Sandro Schärer |
| 7 juni 2022 «onderlinge duels» 20.45 (UTC+2) |                            |         |                    | Stadion: Stadio Dino Manuzzi, Cesena Toeschouwers: 14.942 Scheidsrechter: Sandro Schärer |
|                                              |                            |         |                    |                                                                                          |

|                                               |          |       |        |                                                                                               |
| 11 juni 2022 «onderlinge duels» 19.45 (UTC+1) | Engeland | 0 – 0 | Italië | Stadion: Molineux Stadium, Wolverhampton Toeschouwers: 1.782 Scheidsrechter: Szymon Marciniak |
| 11 juni 2022 «onderlinge duels» 19.45 (UTC+1) | Verslag  |       |        | Stadion: Molineux Stadium, Wolverhampton Toeschouwers: 1.782 Scheidsrechter: Szymon Marciniak |
| 11 juni 2022 «onderlinge duels» 19.45 (UTC+1) |          |       |        | Stadion: Molineux Stadium, Wolverhampton Toeschouwers: 1.782 Scheidsrechter: Szymon Marciniak |
| 11 juni 2022 «onderlinge duels» 19.45 (UTC+1) |          |       |        | Stadion: Molineux Stadium, Wolverhampton Toeschouwers: 1.782 Scheidsrechter: Szymon Marciniak |
|                                               |          |       |        |                                                                                               |

|                                               |             |         |            |                                                                                                   |
| 11 juni 2022 «onderlinge duels» 20.45 (UTC+2) | Hongarije   | 1 – 1   | Duitsland  | Stadion: Puskás Aréna, Boedapest Toeschouwers: 55.948 Scheidsrechter: José María Sánchez Martínez |
| 11 juni 2022 «onderlinge duels» 20.45 (UTC+2) | Zs. Nagy 6' | Verslag | 9' Hofmann | Stadion: Puskás Aréna, Boedapest Toeschouwers: 55.948 Scheidsrechter: José María Sánchez Martínez |
| 11 juni 2022 «onderlinge duels» 20.45 (UTC+2) |             |         |            | Stadion: Puskás Aréna, Boedapest Toeschouwers: 55.948 Scheidsrechter: José María Sánchez Martínez |
| 11 juni 2022 «onderlinge duels» 20.45 (UTC+2) |             |         |            | Stadion: Puskás Aréna, Boedapest Toeschouwers: 55.948 Scheidsrechter: José María Sánchez Martínez |
|                                               |             |         |            |                                                                                                   |

|                                               |                 |         |                                         |                                                                                              |
| 14 juni 2022 «onderlinge duels» 19.45 (UTC+1) | Engeland        | 0 – 4   | Hongarije                               | Stadion: Molineux Stadium, Wolverhampton Toeschouwers: 28.839 Scheidsrechter: Clément Turpin |
| 14 juni 2022 «onderlinge duels» 19.45 (UTC+1) | Stones 37', 82' | Verslag | 16', 70' Sallai 80' Zs. Nagy 89' Gazdag | Stadion: Molineux Stadium, Wolverhampton Toeschouwers: 28.839 Scheidsrechter: Clément Turpin |
| 14 juni 2022 «onderlinge duels» 19.45 (UTC+1) |                 |         |                                         | Stadion: Molineux Stadium, Wolverhampton Toeschouwers: 28.839 Scheidsrechter: Clément Turpin |
| 14 juni 2022 «onderlinge duels» 19.45 (UTC+1) |                 |         |                                         | Stadion: Molineux Stadium, Wolverhampton Toeschouwers: 28.839 Scheidsrechter: Clément Turpin |
|                                               |                 |         |                                         |                                                                                              |

|                                               |                                                              |         |                          |                                                                                            |
| 14 juni 2022 «onderlinge duels» 20.45 (UTC+2) | Duitsland                                                    | 5 – 2   | Italië                   | Stadion: Borussia-Park, Mönchengladbach Toeschouwers: 44.144 Scheidsrechter: István Kovács |
| 14 juni 2022 «onderlinge duels» 20.45 (UTC+2) | Kimmich 10' Gündoğan 45+4' (pen.) Müller 51' Werner 68', 69' | Verslag | 78' Gnonto 90+1' Bastoni | Stadion: Borussia-Park, Mönchengladbach Toeschouwers: 44.144 Scheidsrechter: István Kovács |
| 14 juni 2022 «onderlinge duels» 20.45 (UTC+2) |                                                              |         |                          | Stadion: Borussia-Park, Mönchengladbach Toeschouwers: 44.144 Scheidsrechter: István Kovács |
| 14 juni 2022 «onderlinge duels» 20.45 (UTC+2) |                                                              |         |                          | Stadion: Borussia-Park, Mönchengladbach Toeschouwers: 44.144 Scheidsrechter: István Kovács |
|                                               |                                                              |         |                          |                                                                                            |

|                                                    |           |         |            |                                                                                     |
| 23 september 2022 «onderlinge duels» 20.45 (UTC+2) | Duitsland | 0 – 1   | Hongarije  | Stadion: Red Bull Arena, Leipzig Toeschouwers: 39.513 Scheidsrechter: Slavko Vinčić |
| 23 september 2022 «onderlinge duels» 20.45 (UTC+2) |           | Verslag | 17' Szalai | Stadion: Red Bull Arena, Leipzig Toeschouwers: 39.513 Scheidsrechter: Slavko Vinčić |
| 23 september 2022 «onderlinge duels» 20.45 (UTC+2) |           |         |            | Stadion: Red Bull Arena, Leipzig Toeschouwers: 39.513 Scheidsrechter: Slavko Vinčić |
| 23 september 2022 «onderlinge duels» 20.45 (UTC+2) |           |         |            | Stadion: Red Bull Arena, Leipzig Toeschouwers: 39.513 Scheidsrechter: Slavko Vinčić |
|                                                    |           |         |            |                                                                                     |

|                                                    |               |         |          |                                                                                                |
| 23 september 2022 «onderlinge duels» 20.45 (UTC+2) | Italië        | 1 – 0   | Engeland | Stadion: Stadio Giuseppe Meazza, Milaan Toeschouwers: 50.640 Scheidsrechter: Jesús Gil Manzano |
| 23 september 2022 «onderlinge duels» 20.45 (UTC+2) | Raspadori 68' | Verslag |          | Stadion: Stadio Giuseppe Meazza, Milaan Toeschouwers: 50.640 Scheidsrechter: Jesús Gil Manzano |
| 23 september 2022 «onderlinge duels» 20.45 (UTC+2) |               |         |          | Stadion: Stadio Giuseppe Meazza, Milaan Toeschouwers: 50.640 Scheidsrechter: Jesús Gil Manzano |
| 23 september 2022 «onderlinge duels» 20.45 (UTC+2) |               |         |          | Stadion: Stadio Giuseppe Meazza, Milaan Toeschouwers: 50.640 Scheidsrechter: Jesús Gil Manzano |
|                                                    |               |         |          |                                                                                                |

|                                                    |                                    |         |                                      |                                                                                      |
| 26 september 2022 «onderlinge duels» 19.45 (UTC+1) | Engeland                           | 3 – 3   | Duitsland                            | Stadion: Wembley Stadium, Londen Toeschouwers: 78.949 Scheidsrechter: Danny Makkelie |
| 26 september 2022 «onderlinge duels» 19.45 (UTC+1) | Shaw 72' Mount 75' Kane 83' (pen.) | Verslag | 52' (pen.) Gündoğan 67', 87' Havertz | Stadion: Wembley Stadium, Londen Toeschouwers: 78.949 Scheidsrechter: Danny Makkelie |
| 26 september 2022 «onderlinge duels» 19.45 (UTC+1) |                                    |         |                                      | Stadion: Wembley Stadium, Londen Toeschouwers: 78.949 Scheidsrechter: Danny Makkelie |
| 26 september 2022 «onderlinge duels» 19.45 (UTC+1) |                                    |         |                                      | Stadion: Wembley Stadium, Londen Toeschouwers: 78.949 Scheidsrechter: Danny Makkelie |
|                                                    |                                    |         |                                      |                                                                                      |

|                                                    |           |         |                           |                                                                                      |
| 26 september 2022 «onderlinge duels» 20.45 (UTC+2) | Hongarije | 0 – 2   | Italië                    | Stadion: Puskás Aréna, Boedapest Toeschouwers: 57.300 Scheidsrechter: Benoît Bastien |
| 26 september 2022 «onderlinge duels» 20.45 (UTC+2) |           | Verslag | 27' Raspadori 52' Dimarco | Stadion: Puskás Aréna, Boedapest Toeschouwers: 57.300 Scheidsrechter: Benoît Bastien |
| 26 september 2022 «onderlinge duels» 20.45 (UTC+2) |           |         |                           | Stadion: Puskás Aréna, Boedapest Toeschouwers: 57.300 Scheidsrechter: Benoît Bastien |
| 26 september 2022 «onderlinge duels» 20.45 (UTC+2) |           |         |                           | Stadion: Puskás Aréna, Boedapest Toeschouwers: 57.300 Scheidsrechter: Benoît Bastien |
|                                                    |           |         |                           |                                                                                      |

### Groep 4
| Pos | Team      | Wed | W | G | V | Ptn | DV | DT | +/− | Kwalificatie of degradatie |       |       |       |       |       |
| --- | --------- | --- | - | - | - | --- | -- | -- | --- | -------------------------- | ----- | ----- | ----- | ----- | ----- |
| 1   | Nederland | 6   | 5 | 1 | 0 | 16  | 14 | 6  | +8  | Halve finale               |       |       | 1 – 0 | 2 – 2 | 3 – 2 |
| 2   | België    | 6   | 3 | 1 | 2 | 10  | 11 | 8  | +3  |                            |       | 1 – 4 |       | 6 – 1 | 2 – 1 |
| 3   | Polen     | 6   | 2 | 1 | 3 | 7   | 6  | 12 | −6  |                            | 0 – 2 | 0 – 1 |       | 2 – 1 |       |
| 4   | Wales     | 6   | 0 | 1 | 5 | 1   | 6  | 11 | −5  | Degradatie naar divisie B  |       | 1 – 2 | 1 – 1 | 0 – 1 |       |

Wedstrijden
|                                              |                            |         |                 |                                                                                        |
| 1 juni 2022 «onderlinge duels» 18.00 (UTC+2) | Polen                      | 2 – 1   | Wales           | Stadion: Tarczyński Arena, Wrocław Toeschouwers: 35.214 Scheidsrechter: Rade Obrenovič |
| 1 juni 2022 «onderlinge duels» 18.00 (UTC+2) | Kamiński 72' Świderski 85' | Verslag | 52' J. Williams | Stadion: Tarczyński Arena, Wrocław Toeschouwers: 35.214 Scheidsrechter: Rade Obrenovič |
| 1 juni 2022 «onderlinge duels» 18.00 (UTC+2) |                            |         |                 | Stadion: Tarczyński Arena, Wrocław Toeschouwers: 35.214 Scheidsrechter: Rade Obrenovič |
| 1 juni 2022 «onderlinge duels» 18.00 (UTC+2) |                            |         |                 | Stadion: Tarczyński Arena, Wrocław Toeschouwers: 35.214 Scheidsrechter: Rade Obrenovič |
|                                              |                            |         |                 |                                                                                        |

|                                              |                 |         |                                          | |
| 3 juni 2022 «onderlinge duels» 20.45 (UTC+2) | België          | 1 – 4   | Nederland                                | Stadion: Koning Boudewijnstadion, Brussel Toeschouwers: 38.327 Scheidsrechter: José María Sánchez Martínez |
| 3 juni 2022 «onderlinge duels» 20.45 (UTC+2) | Batshuayi 90+3' | Verslag | 40' Bergwijn 51', 65' Depay 61' Dumfries | Stadion: Koning Boudewijnstadion, Brussel Toeschouwers: 38.327 Scheidsrechter: José María Sánchez Martínez |
| 3 juni 2022 «onderlinge duels» 20.45 (UTC+2) |                 |         |                                          | Stadion: Koning Boudewijnstadion, Brussel Toeschouwers: 38.327 Scheidsrechter: José María Sánchez Martínez |
| 3 juni 2022 «onderlinge duels» 20.45 (UTC+2) |                 |         |                                          | Stadion: Koning Boudewijnstadion, Brussel Toeschouwers: 38.327 Scheidsrechter: José María Sánchez Martínez |
|                                              |                 |         |                                          | |

|                                              |                                                                        |         |                 |                                                                                              |
| 8 juni 2022 «onderlinge duels» 20.45 (UTC+2) | België                                                                 | 6 – 1   | Polen           | Stadion: Koning Boudewijnstadion, Brussel Toeschouwers: 27.409 Scheidsrechter: Ivan Kružliak |
| 8 juni 2022 «onderlinge duels» 20.45 (UTC+2) | Witsel 42' De Bruyne 59' Trossard 73', 80' Dendoncker 83' Openda 90+3' | Verslag | 28' Lewandowski | Stadion: Koning Boudewijnstadion, Brussel Toeschouwers: 27.409 Scheidsrechter: Ivan Kružliak |
| 8 juni 2022 «onderlinge duels» 20.45 (UTC+2) |                                                                        |         |                 | Stadion: Koning Boudewijnstadion, Brussel Toeschouwers: 27.409 Scheidsrechter: Ivan Kružliak |
| 8 juni 2022 «onderlinge duels» 20.45 (UTC+2) |                                                                        |         |                 | Stadion: Koning Boudewijnstadion, Brussel Toeschouwers: 27.409 Scheidsrechter: Ivan Kružliak |
|                                              |                                                                        |         |                 |                                                                                              |

|                                              |                         |         |                                |                                                                                          |
| 8 juni 2022 «onderlinge duels» 19.45 (UTC+1) | Wales                   | 1 – 2   | Nederland                      | Stadion: Cardiff City Stadium, Cardiff Toeschouwers: 23.395 Scheidsrechter: Glenn Nyberg |
| 8 juni 2022 «onderlinge duels» 19.45 (UTC+1) | Norrington-Davies 90+2' | Verslag | 50' Koopmeiners 90+4' Weghorst | Stadion: Cardiff City Stadium, Cardiff Toeschouwers: 23.395 Scheidsrechter: Glenn Nyberg |
| 8 juni 2022 «onderlinge duels» 19.45 (UTC+1) |                         |         |                                | Stadion: Cardiff City Stadium, Cardiff Toeschouwers: 23.395 Scheidsrechter: Glenn Nyberg |
| 8 juni 2022 «onderlinge duels» 19.45 (UTC+1) |                         |         |                                | Stadion: Cardiff City Stadium, Cardiff Toeschouwers: 23.395 Scheidsrechter: Glenn Nyberg |
|                                              |                         |         |                                |                                                                                          |

|                                               |                           |         |                        |                                                                                              |
| 11 juni 2022 «onderlinge duels» 20.45 (UTC+2) | Nederland                 | 2 – 2   | Polen                  | Stadion: Stadion Feijenoord, Rotterdam Toeschouwers: 39.382 Scheidsrechter: Halil Umut Meler |
| 11 juni 2022 «onderlinge duels» 20.45 (UTC+2) | Klaassen 51' Dumfries 54' | Verslag | 18' Cash 49' Zieliński | Stadion: Stadion Feijenoord, Rotterdam Toeschouwers: 39.382 Scheidsrechter: Halil Umut Meler |
| 11 juni 2022 «onderlinge duels» 20.45 (UTC+2) |                           |         |                        | Stadion: Stadion Feijenoord, Rotterdam Toeschouwers: 39.382 Scheidsrechter: Halil Umut Meler |
| 11 juni 2022 «onderlinge duels» 20.45 (UTC+2) |                           |         |                        | Stadion: Stadion Feijenoord, Rotterdam Toeschouwers: 39.382 Scheidsrechter: Halil Umut Meler |
|                                               |                           |         |                        |                                                                                              |

|                                               |             |         |               |                                                                                            |
| 11 juni 2022 «onderlinge duels» 19.45 (UTC+1) | Wales       | 1 – 1   | België        | Stadion: Cardiff City Stadium, Cardiff Toeschouwers: 27.188 Scheidsrechter: Benoît Bastien |
| 11 juni 2022 «onderlinge duels» 19.45 (UTC+1) | Johnson 86' | Verslag | 51' Tielemans | Stadion: Cardiff City Stadium, Cardiff Toeschouwers: 27.188 Scheidsrechter: Benoît Bastien |
| 11 juni 2022 «onderlinge duels» 19.45 (UTC+1) |             |         |               | Stadion: Cardiff City Stadium, Cardiff Toeschouwers: 27.188 Scheidsrechter: Benoît Bastien |
| 11 juni 2022 «onderlinge duels» 19.45 (UTC+1) |             |         |               | Stadion: Cardiff City Stadium, Cardiff Toeschouwers: 27.188 Scheidsrechter: Benoît Bastien |
|                                               |             |         |               |                                                                                            |

|                                               |                                |         |                               |                                                                                            |
| 14 juni 2022 «onderlinge duels» 20.45 (UTC+2) | Nederland                      | 3 – 2   | Wales                         | Stadion: Stadion Feijenoord, Rotterdam Toeschouwers: 37.247 Scheidsrechter: Horațiu Feșnic |
| 14 juni 2022 «onderlinge duels» 20.45 (UTC+2) | Lang 17' Gakpo 23' Depay 90+3' | Verslag | 26' Johnson 90+2' (pen.) Bale | Stadion: Stadion Feijenoord, Rotterdam Toeschouwers: 37.247 Scheidsrechter: Horațiu Feșnic |
| 14 juni 2022 «onderlinge duels» 20.45 (UTC+2) |                                |         |                               | Stadion: Stadion Feijenoord, Rotterdam Toeschouwers: 37.247 Scheidsrechter: Horațiu Feșnic |
| 14 juni 2022 «onderlinge duels» 20.45 (UTC+2) |                                |         |                               | Stadion: Stadion Feijenoord, Rotterdam Toeschouwers: 37.247 Scheidsrechter: Horațiu Feșnic |
|                                               |                                |         |                               |                                                                                            |

|                                               |       |         |               |                                                                                        |
| 14 juni 2022 «onderlinge duels» 20.45 (UTC+2) | Polen | 0 – 1   | België        | Stadion: Nationaal Stadion, Warschau Toeschouwers: 56.803 Scheidsrechter: Irfan Peljto |
| 14 juni 2022 «onderlinge duels» 20.45 (UTC+2) |       | Verslag | 16' Batshuayi | Stadion: Nationaal Stadion, Warschau Toeschouwers: 56.803 Scheidsrechter: Irfan Peljto |
| 14 juni 2022 «onderlinge duels» 20.45 (UTC+2) |       |         |               | Stadion: Nationaal Stadion, Warschau Toeschouwers: 56.803 Scheidsrechter: Irfan Peljto |
| 14 juni 2022 «onderlinge duels» 20.45 (UTC+2) |       |         |               | Stadion: Nationaal Stadion, Warschau Toeschouwers: 56.803 Scheidsrechter: Irfan Peljto |
|                                               |       |         |               |                                                                                        |

|                                                    |                             |         |           |                                                                                              |
| 22 september 2022 «onderlinge duels» 20.45 (UTC+2) | België                      | 2 – 1   | Wales     | Stadion: Koning Boudewijnstadion, Brussel Toeschouwers: 28.463 Scheidsrechter: Ali Palabıyık |
| 22 september 2022 «onderlinge duels» 20.45 (UTC+2) | De Bruyne 10' Batshuayi 37' | Verslag | 50' Moore | Stadion: Koning Boudewijnstadion, Brussel Toeschouwers: 28.463 Scheidsrechter: Ali Palabıyık |
| 22 september 2022 «onderlinge duels» 20.45 (UTC+2) |                             |         |           | Stadion: Koning Boudewijnstadion, Brussel Toeschouwers: 28.463 Scheidsrechter: Ali Palabıyık |
| 22 september 2022 «onderlinge duels» 20.45 (UTC+2) |                             |         |           | Stadion: Koning Boudewijnstadion, Brussel Toeschouwers: 28.463 Scheidsrechter: Ali Palabıyık |
|                                                    |                             |         |           |                                                                                              |

|                                                    |       |         |                        |                                                                                               |
| 22 september 2022 «onderlinge duels» 20.45 (UTC+2) | Polen | 0 – 2   | Nederland              | Stadion: Nationaal Stadion, Warschau Toeschouwers: 56.673 Scheidsrechter: Alejandro Hernández |
| 22 september 2022 «onderlinge duels» 20.45 (UTC+2) |       | Verslag | 13' Gakpo 60' Bergwijn | Stadion: Nationaal Stadion, Warschau Toeschouwers: 56.673 Scheidsrechter: Alejandro Hernández |
| 22 september 2022 «onderlinge duels» 20.45 (UTC+2) |       |         |                        | Stadion: Nationaal Stadion, Warschau Toeschouwers: 56.673 Scheidsrechter: Alejandro Hernández |
| 22 september 2022 «onderlinge duels» 20.45 (UTC+2) |       |         |                        | Stadion: Nationaal Stadion, Warschau Toeschouwers: 56.673 Scheidsrechter: Alejandro Hernández |
|                                                    |       |         |                        |                                                                                               |

|                                                    |              |         |        |                                                                                             |
| 25 september 2022 «onderlinge duels» 20.45 (UTC+2) | Nederland    | 1 – 0   | België | Stadion: Johan Cruijff ArenA, Amsterdam Toeschouwers: 52.314 Scheidsrechter: Anthony Taylor |
| 25 september 2022 «onderlinge duels» 20.45 (UTC+2) | Van Dijk 73' | Verslag |        | Stadion: Johan Cruijff ArenA, Amsterdam Toeschouwers: 52.314 Scheidsrechter: Anthony Taylor |
| 25 september 2022 «onderlinge duels» 20.45 (UTC+2) |              |         |        | Stadion: Johan Cruijff ArenA, Amsterdam Toeschouwers: 52.314 Scheidsrechter: Anthony Taylor |
| 25 september 2022 «onderlinge duels» 20.45 (UTC+2) |              |         |        | Stadion: Johan Cruijff ArenA, Amsterdam Toeschouwers: 52.314 Scheidsrechter: Anthony Taylor |
|                                                    |              |         |        |                                                                                             |

|                                                    |       |         |               |                                                                                              |
| 25 september 2022 «onderlinge duels» 19.45 (UTC+1) | Wales | 0 – 1   | Polen         | Stadion: Cardiff City Stadium, Cardiff Toeschouwers: 31.520 Scheidsrechter: Andris Treimanis |
| 25 september 2022 «onderlinge duels» 19.45 (UTC+1) |       | Verslag | 58' Świderski | Stadion: Cardiff City Stadium, Cardiff Toeschouwers: 31.520 Scheidsrechter: Andris Treimanis |
| 25 september 2022 «onderlinge duels» 19.45 (UTC+1) |       |         |               | Stadion: Cardiff City Stadium, Cardiff Toeschouwers: 31.520 Scheidsrechter: Andris Treimanis |
| 25 september 2022 «onderlinge duels» 19.45 (UTC+1) |       |         |               | Stadion: Cardiff City Stadium, Cardiff Toeschouwers: 31.520 Scheidsrechter: Andris Treimanis |
|                                                    |       |         |               |                                                                                              |

## Finaleronde
De loting werd bepaald met een open trekking op 25 januari 2023 op het UEFA-hoofdkantoor in Nyon. Nederland werd aangewezen als gastland, omdat het de enige groepswinnaar was die zich beschikbaar stelde en speelde automatisch in de eerste halve finale.

### Locaties en stadions
| · Rotterdam Enschede | Rotterdam          | Enschede           |
| -------------------- | ------------------ | ------------------ |
| · Rotterdam Enschede | Stadion Feijenoord | De Grolsch Veste   |
| · Rotterdam Enschede | Capaciteit: 47.500 | Capaciteit: 30.205 |
| · Rotterdam Enschede |                    |                    |

### Schema
|  | Halve finales       | Halve finales   |                     |       | Finale | Finale |
|  |                     |                 |                     |       |        |        |
|  | 14 juni — Rotterdam |                 |                     |       |        |        |
|  |                     |                 |                     |       |        |        |
|  | Nederland           | 2               |                     |       |        |        |
|  | Nederland           | 2               | 18 juni — Rotterdam |       |        |        |
|  | Kroatië (w.n.v.)    | 4               |                     |       |        |        |
|  | Kroatië (w.n.v.)    | 4               | Kroatië             | 0 (4) |        |        |
|  | 15 juni — Enschede  |                 | Kroatië             | 0 (4) |        |        |
|  |                     | Spanje (w.n.s.) | 0 (5)               |       |        |        |
|  | Spanje              | Spanje (w.n.s.) | 0 (5)               | 2     |        |        |
|  | Spanje              |                 |                     | 2     |        |        |
|  | Italië              | 1               |                     |       |        |        |
|  | Italië              | 1               | Troostfinale        |       |        |        |
|  |                     |                 |                     |       |        |        |
|  | 18 juni — Enschede  |                 |                     |       |        |        |
|  |                     |                 |                     |       |        |        |
|  | Nederland           | 2               |                     |       |        |        |
|  | Nederland           | 2               |                     |       |        |        |
|  | Italië              | 3               |                     |       |        |        |

#### Halve finales
|                                               |                      |              |                                                                 | |
| 14 juni 2023 «onderlinge duels» 20:45 (UTC+2) | Nederland            | 2 – 4 (n.v.) | Kroatië                                                         | Stadion: Stadion Feijenoord, Rotterdam Toeschouwers: 39.359 Scheidsrechter: István Kovács Video-assistent: Bastian Dankert AVAR: Sören Storks |
| 14 juni 2023 «onderlinge duels» 20:45 (UTC+2) | Malen 34' Lang 90+6' | Verslag      | 55' (pen.) Kramarić 72' Pašalić 98' Petković 116' (pen.) Modrić | Stadion: Stadion Feijenoord, Rotterdam Toeschouwers: 39.359 Scheidsrechter: István Kovács Video-assistent: Bastian Dankert AVAR: Sören Storks |
| 14 juni 2023 «onderlinge duels» 20:45 (UTC+2) |                      |              |                                                                 | Stadion: Stadion Feijenoord, Rotterdam Toeschouwers: 39.359 Scheidsrechter: István Kovács Video-assistent: Bastian Dankert AVAR: Sören Storks |
| 14 juni 2023 «onderlinge duels» 20:45 (UTC+2) |                      |              |                                                                 | Stadion: Stadion Feijenoord, Rotterdam Toeschouwers: 39.359 Scheidsrechter: István Kovács Video-assistent: Bastian Dankert AVAR: Sören Storks |
|                                               |                      |              |                                                                 | |

|                                               |                    |         |                     | |
| 15 juni 2023 «onderlinge duels» 20:45 (UTC+2) | Spanje             | 2 – 1   | Italië              | Stadion: De Grolsch Veste, Enschede Toeschouwers: 24.558 Scheidsrechter: Slavko Vinčić Video-assistent: Nejc Kajtazović AVAR: Matej Jug |
| 15 juni 2023 «onderlinge duels» 20:45 (UTC+2) | Pino 3' Joselu 88' | Verslag | 11' (pen.) Immobile | Stadion: De Grolsch Veste, Enschede Toeschouwers: 24.558 Scheidsrechter: Slavko Vinčić Video-assistent: Nejc Kajtazović AVAR: Matej Jug |
| 15 juni 2023 «onderlinge duels» 20:45 (UTC+2) |                    |         |                     | Stadion: De Grolsch Veste, Enschede Toeschouwers: 24.558 Scheidsrechter: Slavko Vinčić Video-assistent: Nejc Kajtazović AVAR: Matej Jug |
| 15 juni 2023 «onderlinge duels» 20:45 (UTC+2) |                    |         |                     | Stadion: De Grolsch Veste, Enschede Toeschouwers: 24.558 Scheidsrechter: Slavko Vinčić Video-assistent: Nejc Kajtazović AVAR: Matej Jug |
|                                               |                    |         |                     | |

#### Troostfinale
|                                               |                            |         |                                    | |
| 18 juni 2023 «onderlinge duels» 15:00 (UTC+2) | Nederland                  | 2 – 3   | Italië                             | Stadion: De Grolsch Veste, Enschede Toeschouwers: 21.292 Scheidsrechter: Glenn Nyberg Video-assistent: Bartosz Frankowski AVAR: Paweł Pskit |
| 18 juni 2023 «onderlinge duels» 15:00 (UTC+2) | Bergwijn 68' Wijnaldum 89' | Verslag | 6' Dimarco 20' Frattesi 72' Chiesa | Stadion: De Grolsch Veste, Enschede Toeschouwers: 21.292 Scheidsrechter: Glenn Nyberg Video-assistent: Bartosz Frankowski AVAR: Paweł Pskit |
| 18 juni 2023 «onderlinge duels» 15:00 (UTC+2) |                            |         |                                    | Stadion: De Grolsch Veste, Enschede Toeschouwers: 21.292 Scheidsrechter: Glenn Nyberg Video-assistent: Bartosz Frankowski AVAR: Paweł Pskit |
| 18 juni 2023 «onderlinge duels» 15:00 (UTC+2) |                            |         |                                    | Stadion: De Grolsch Veste, Enschede Toeschouwers: 21.292 Scheidsrechter: Glenn Nyberg Video-assistent: Bartosz Frankowski AVAR: Paweł Pskit |
|                                               |                            |         |                                    | |

#### Finale
|                                               |                                               |                         |                                              | |
| 18 juni 2023 «onderlinge duels» 20:45 (UTC+2) | Kroatië                                       | 0 – 0 (n.v.) 4 – 5 pen. | Spanje                                       | Stadion: Stadion Feijenoord, Rotterdam Toeschouwers: 41.110 Scheidsrechter: Felix Zwayer Video-assistent: Marco Fritz AVAR: Sven Jablonski |
| 18 juni 2023 «onderlinge duels» 20:45 (UTC+2) | Verslag                                       |                         |                                              | Stadion: Stadion Feijenoord, Rotterdam Toeschouwers: 41.110 Scheidsrechter: Felix Zwayer Video-assistent: Marco Fritz AVAR: Sven Jablonski |
| 18 juni 2023 «onderlinge duels» 20:45 (UTC+2) | Strafschoppen                                 |                         |                                              | Stadion: Stadion Feijenoord, Rotterdam Toeschouwers: 41.110 Scheidsrechter: Felix Zwayer Video-assistent: Marco Fritz AVAR: Sven Jablonski |
| 18 juni 2023 «onderlinge duels» 20:45 (UTC+2) | Vlašić Brozović Modrić Majer Perišić Petković |                         | Joselu Rodri Merino Asensio Laporte Carvajal | Stadion: Stadion Feijenoord, Rotterdam Toeschouwers: 41.110 Scheidsrechter: Felix Zwayer Video-assistent: Marco Fritz AVAR: Sven Jablonski |
|                                               |                                               |                         |                                              | |

| Winnaar Nations League 2022/23 |
| ------------------------------ |
| Spanje 1e titel                |

## Eindstand
De eindstand werd bepaald op basis van de regels die de UEFA opstelde.
| Pos    | Grp | Team        | Wed | W | G | V | Ptn | DV | DT | +/− |
| ------ | --- | ----------- | --- | - | - | - | --- | -- | -- | --- |
| Goud   | 2   | Spanje      | 6   | 3 | 2 | 1 | 11  | 8  | 5  | +3  |
| Zilver | 1   | Kroatië     | 6   | 4 | 1 | 1 | 13  | 8  | 6  | +2  |
| Brons  | 3   | Italië TH   | 6   | 3 | 2 | 1 | 11  | 8  | 7  | +1  |
| 4      | 4   | Nederland   | 6   | 5 | 1 | 0 | 16  | 14 | 6  | +8  |
|        |     |             |     |   |   |   |     |    |    |     |
| 5      | 1   | Denemarken  | 6   | 4 | 0 | 2 | 12  | 9  | 5  | +4  |
| 6      | 2   | Portugal    | 6   | 3 | 1 | 2 | 10  | 11 | 3  | +8  |
| 7      | 4   | België      | 6   | 3 | 1 | 2 | 10  | 11 | 8  | +3  |
| 8      | 3   | Hongarije   | 6   | 3 | 1 | 2 | 10  | 8  | 5  | +3  |
|        |     |             |     |   |   |   |     |    |    |     |
| 9      | 2   | Zwitserland | 6   | 3 | 0 | 3 | 9   | 6  | 9  | −3  |
| 10     | 3   | Duitsland   | 6   | 1 | 4 | 1 | 7   | 11 | 9  | +2  |
| 11     | 4   | Polen       | 6   | 2 | 1 | 3 | 7   | 6  | 12 | −6  |
| 12     | 1   | Frankrijk   | 6   | 1 | 2 | 3 | 5   | 5  | 7  | −2  |
|        |     |             |     |   |   |   |     |    |    |     |
| 13     | 1   | Oostenrijk  | 6   | 1 | 1 | 4 | 4   | 6  | 10 | −4  |
| 14     | 2   | Tsjechië    | 6   | 1 | 1 | 4 | 4   | 5  | 13 | −8  |
| 15     | 3   | Engeland    | 6   | 0 | 3 | 3 | 3   | 4  | 10 | −6  |
| 16     | 4   | Wales       | 6   | 0 | 1 | 5 | 1   | 6  | 11 | −5  |

## Doelpuntenmakers
3 doelpunten
- Michy Batshuayi
- Luka Modrić
- Steven Bergwijn
- Memphis Depay

2 doelpunten
- Kevin De Bruyne
- Leandro Trossard
- Andreas Cornelius
- Andreas Skov Olsen
- İlkay Gündoğan
- Kai Havertz
- Jonas Hofmann
- Joshua Kimmich
- Timo Werner
- Harry Kane
- Kylian Mbappé
- Zsolt Nagy
- Roland Sallai
- Federico Dimarco
- Lorenzo Pellegrini
- Giacomo Raspadori
- Andrej Kramarić
- Mario Pašalić
- Denzel Dumfries
- Cody Gakpo
- Noa Lang
- Karol Świderski
- João Cancelo
- Diogo Dalot
- Cristiano Ronaldo
- Álvaro Morata
- Pablo Sarabia
- Jan Kuchta
- Brennan Johnson
- Breel Embolo

1 doelpunt
- Leander Dendoncker
- Loïs Openda
- Youri Tielemans
- Axel Witsel
- Kasper Dolberg
- Christian Eriksen
- Pierre Højbjerg
- Jens Stryger Larsen
- Jonas Wind
- Thomas Müller
- Mason Mount
- Luke Shaw
- Karim Benzema
- Olivier Giroud
- Adrien Rabiot
- Dániel Gazdag
- Ádám Szalai
- Dominik Szoboszlai
- Nicolò Barella
- Alessandro Bastoni
- Federico Chiesa
- Davide Frattesi
- Wilfried Gnonto
- Ciro Immobile
- Marko Livaja
- Dejan Lovren
- Lovro Majer
- Bruno Petković
- Borna Sosa
- Virgil van Dijk
- Davy Klaassen
- Teun Koopmeiners
- Donyell Malen
- Wout Weghorst
- Georginio Wijnaldum
- Marko Arnautović
- Christoph Baumgartner
- Michael Gregoritsch
- Marcel Sabitzer
- Xaver Schlager
- Andreas Weimann
- Matty Cash
- Jakub Kamiński
- Robert Lewandowski
- Piotr Zieliński
- William Carvalho
- Bruno Fernandes
- Gonçalo Guedes
- Ricardo Horta
- Diogo Jota
- Jordi Alba
- Gavi
- Joselu
- Iñigo Martínez
- Yeremi Pino
- Carlos Soler
- Jakub Pešek
- Gareth Bale
- Kieffer Moore
- Rhys Norrington-Davies
- Jonny Williams
- Manuel Akanji
- Remo Freuler
- Noah Okafor
- Haris Seferović

Eigen doelpunt
- Gianluca Mancini (tegen Hongarije)
- Djibril Sow (tegen Tsjechië)